# Roberto Cravero
Roberto Cravero (Venaria Reale, Provincia de Turín, Italia, 3 de enero de 1964) es un exfutbolista italiano. Se desempeñaba en la posición de defensa.

## Selección nacional
Fue internacional con la selección de fútbol de Italia en las categorías sub-21 y sub-23.

### Participaciones en Eurocopas
| Eurocopa                | Sede             | Resultado  |
| ----------------------- | ---------------- | ---------- |
| Eurocopa Sub-21 de 1986 | Sin sede fija    | Subcampeón |
| Eurocopa 1988           | Alemania Federal | Semifinal  |
| Eurocopa Sub-21 de 1990 | Sin sede fija    | Semifinal  |

## Clubes
| Club         | País   | Año         |
| ------------ | ------ | ----------- |
| Torino F. C. | Italia | 1981 - 1983 |
| A. C. Cesena | Italia | 1983 - 1985 |
| Torino F. C. | Italia | 1985 - 1992 |
| S. S. Lazio  | Italia | 1992 - 1995 |
| Torino F. C. | Italia | 1995 - 1998 |

## Palmarés

### Campeonatos nacionales
| Título  | Club         | País   | Año     |
| ------- | ------------ | ------ | ------- |
| Serie B | Torino F. C. | Italia | 1989-90 |

### Copas internacionales
| Título       | Club         | País   | Año  |
| ------------ | ------------ | ------ | ---- |
| Copa Mitropa | Torino F. C. | Italia | 1991 |